# حیله: میراث
حیله: میراث (به انگلیسی: The Craft: Legacy) یک فیلم ترسناک فراطبیعی آمریکایی در سال ۲۰۲۰ به نویسندگی و کارگردانی زوئی لیستر-جونز است. این فیلم یک ریبوت / دنباله نرم برای فیلم کالت حیله در سال ۱۹۹۶ است و در آن ستارگانی مانند کیلی اسپینی، میشل موناهن و دیوید دوکاونی به ایفای نقش پرداخته‌اند. جیسون بلام تحت عنوان بلوم هاوس پروداکشنز به عنوان تهیه‌کننده در فیلم خدمت می‌کرد.
حیله: میراث در ایالات متحده از طریق ویدئو هنگام درخواست توسط سونی پیکچر ریلیز در ۲۸ اکتبر ۲۰۲۰ منتشر شد. فیلم نظرات مختلفی از منتقدان دریافت کرد.

## داستان
داستان گروهی از دانش آموزان دبیرستانی است که یک تیم جادوگری تشکیل می دهند.

## زمینه
سه دختر، فرانکی، تبی و لوردز سعی می‌کنند با جادو وقت را مسدود کنند اما در انجام این کار موفق نمی‌شوند زیرا به عضو چهارم احتیاج دارند. لیلی شکنر به همراه مادر درمانگر خود، هلن، به شهر نقل مکان می‌کند تا با دوست پسر هلن آدام هریسون و سه پسرش، یعقوب، اشعیا و آبه زندگی کند. پس از گذراندن دوره‌های لیلی در کلاس، با دختران دوست می‌شوند و دیگر همکلاسی‌های وی، خصوصاً تیمی، مورد تمسخر قرار می‌گیرند و وقتی او Timmy را از طریق تکنیک به داخل قفسه‌های اتاق فشار می‌دهد، شگفت زده می‌شوند. وقتی لیلی فقط با استفاده از ذهن خود به آنها پاسخ می‌دهد، دختران او را به عنوان عضوی چهارم خود تأیید می‌کنند و او را به پیوستن به عهدی که با آن موافقت می‌کند دعوت می‌کنند. در نتیجه، آنها در زمان انجماد موفق می‌شوند.

## بازیگران
- کیلی اسپینی در نقش لیلی شکنر
- گیدئون آدلون در نقش فرانکی
- Lovie Simone در نقش تبی
- زویی لونا در نقش لوردز
- نیکلاس گالیتزین در نقش تیمی اندروز
- میشل موناهن در نقش هلن شکنر
- دیوید دوکاونی در نقش آدام هریسون
- جولیان گری در نقش آبه هریسون
- چارلز وندروارت در نقش جیکوب هریسون
- دونالد مک لین جونیور در نقش آیزایا هریسون
- فیروزه بالک در نقش نانسی داونز

## تولید
در مارس ۲۰۱۹، اعلام شد که زوئی لیستر-جونز با اندرو فلمینگ از فیلم اصلی و با جیسون بلوم تحت عنوان بلوم هاوس پروداکشنز به عنوان تهیه‌کننده، فیلم را نویسندگی و کارگردانی می‌کند؛ و همچنین فیلم را کلمبیا پیکچرز توزیع می‌کند.

### بازیگران
در ژوئن ۲۰۱۹، کیلی اسپینی به جمع بازیگران فیلم پیوست. در سپتامبر ۲۰۱۹، گیدئون آدلون، لووی سیمون و زوئی لونا به جمع بازیگران فیلم پیوستند. در اکتبر سال ۲۰۱۹، نیکلاس گالیتزین، دیوید دوکاونی، جولیان گری و میشل موناهن به جمع بازیگران فیلم پیوستند. در نوامبر ۲۰۱۹، دونالد مک لین جونیور به جمع بازیگران فیلم پیوست.

### فیلمبرداری
فیلم‌برداری اصلی در اکتبر ۲۰۱۹ آغاز شد. در حین فیلمبرداری در تورنتو، کارگردان زوئی لیستر-جونز در مصاحبه ای روی صحنه توضیح داد که دنباله حیله «... جوانان و زنان جوانی هستند که به‌طور خاص در شرایط کنونی به قدرت می‌رسند. . .» این مصاحبه همچنین نام شخصیت‌های Coven جدید را تأیید می‌کند.

### موسیقی
موسیقی اصلی فیلم، ساخته شده توسط هدر کریستین، توسط مدیسون گیت رکوردز در ۲۸ اکتبر سال ۲۰۲۰ به صورت دیجیتالی منتشر شد.

## انتشار
این فیلم با درخواست ویدئویی توسط سونی پیکچرز ریلیزینگ در تاریخ ۲۸ اکتبر ۲۰۲۰ منتشر شد و به دنبال آن یک نمایش تئاتر در سطح بین‌المللی ارائه شد.

### نقد انتقادی
در راتن تومیتوز این فیلم براساس بررسی‌های ۷۶ منتقد، با میانگین امتیاز ۵٫۵۵ / ۱۰ دارای امتیاز ۴۷٪ است. در مورد اتفاق نظر منتقدین سایت آمده‌است: «اگرچه کارگردان زوئی لیستر-جونز مسیر جدیدی را برای عجیب و غریب‌های امروز رقم زده‌است، اما طلسم‌های حیله: میراث فقط ممکن است طرفداران نسخه اصلی را مسحور خود کند.» در متاکریتیک، این فیلم براساس بررسی‌های ۲۳ منتقد امتیاز ۵۵ از ۱۰۰ را نشان می‌دهد که «بررسی‌های مختلط یا متوسط» را نشان می‌دهد.
کیت اربلند، نویسنده برای ایندی‌وایر گفت که این فیلم «مجموعه ای سرگرم‌کننده و بصیرت آمیز از مناطق مختلف است، هم به آنچه قبل از آن احترام گذاشته و هم مایل به ترفندهای جدید است».